# Diopisthoporus lofolitis
Diopisthoporus lofolitis är en plattmaskart som beskrevs av Hooge och Smith 2004. Diopisthoporus lofolitis ingår i släktet Diopisthoporus och familjen Diopisthoporidae. Inga underarter finns listade i Catalogue of Life.